# Te felicito
«Te felicito» es una canción de la cantante colombiana Shakira y el cantante puertorriqueño Rauw Alejandro. La canción fue lanzada el 21 de abril de 2022, como el primer sencillo del duodécimo álbum de estudio del primero, Las mujeres ya no lloran (2024). Es la primera canción de Shakira en español desde «Me gusta» a principios de 2020.

## Antecedentes
En la red social Twitter comenzó el rumor de que Shakira estaría colaborando con el cantante puertorriqueño cuando Shakira escribió un tuit que borró minutos después. Una semana después, la aparición de un robot en las portadas de los videos de Shakira levantó el rumor de que estaría trabajando en un nuevo sencillo. El rumor se confirmó cuando Shakira publicó la portada del sencillo en su cuenta de Instagram, el 22 de abril de 2022.

## Video musical
El video se estrenó simultáneamente con la canción un día antes del lanzamiento previsto debido a una filtración de la misma. Fue dirigido por el colaborador habitual, Jaume de Laiguana, captando una temática futurista.
A junio de 2022, el vídeo sufrió un gran aumento de reproducciones tras la controvertida ruptura de Shakira y su expareja Gerard Piqué, debido a la infidelidad por parte del futbolista.

## Rendimiento comercial
En Estados Unidos, «Te felicito» encabezó la lista Billboard Latin Airplay con una impresión de la audiencia de 10,52 millones, extendiendo el récord de Shakira como la artista femenina con más número uno en la lista. La canción también encabezó el Latin Pop Airplay y el Latin Rhythm Airplay, así como el número 10 en Hot Latin Songs.
En Latinoamérica, alcanzó el top 10 en todas las listas en las que entró. En Europa, llegó al número 9 de la lista de éxitos de Rusia y el número 1 en España, donde fue certificada con disco de oro por Promusicae por vender más de 30.000 unidades en el país en sus primeras 6 semanas.
A nivel mundial, la canción alcanzó el número 11 en la lista Billboard Global 200, mientras que alcanzó el número 29 en Billboard Global 200 Excl. US. La canción se convirtió en el segundo tema en el top 100 de Shakira en la lista global y el segundo en  top 50, y el primer top 30 en la lista excluida de Estados Unidos. El 6 de junio de 2022, «Te felicito» alcanzó su pico de 14 en las listas Global 200 de Spotify con 3.159.084 streams. La canción también alcanzó el número 15 en las listas semanales de Spotify en la semana del 9 de junio de 2022 con 21.077.467 streams totales.

## Posicionamiento en las listas
| Lista (2022)                          | Mejor posición |
| ------------------------------------- | -------------- |
| Argentina (Monitor Latino)            | 1              |
| Argentina Hot 100 (Billboard)         | 1              |
| Bolivia Songs (Billboard)             | 3              |
| Estados Unidos (Billboard Hot 100)    | 67             |
| Chile (Monitor Latino)                | 6              |
| Chile Songs (Billboard)               | 9              |
| Colombia (Monitor Latino)             | 1              |
| Colombia Songs (Billboard)            | 8              |
| Costa Rica (Fonotica)                 | 1              |
| Costa Rica Streaming (Fonotica)       | 1              |
| Costa Rica (Monitor Latino)           | 1              |
| Croacia (HRT)                         | 32             |
| Ecuador Songs (Billboard)             | 7              |
| El Salvador (Monitor Latino)          | 1              |
| España (Promusicae)                   | 1              |
| Francia (SNEP)                        | 5              |
| Global 200 (Billboard)                | 11             |
| Guatemala (Monitor Latino)            | 3              |
| Hot Latin Songs (Billboard)           | 10             |
| Italia (FIMI)                         | 1              |
| Latin Airplay (Billboard)             | 1              |
| Latin Pop Airplay (Billboard)         | 1              |
| Latin Rhythm Airplay (Billboard)      | 1              |
| Mexico Airplay (Billboard)            | 5              |
| Mexico Espanol Airplay (Billboard)    | 1              |
| Mexico Songs (Billboard)              | 4              |
| Panamá (Produce)                      | 3              |
| Paraguay (Monitor Latino)             | 2              |
| Perú (Monitor Latino)                 | 1              |
| Peru Songs (Billboard)                | 5              |
| Puerto Rico (Monitor Latino)          | 2              |
| República Dominicana (Monitor Latino) | 8              |
| República Dominicana (Sodinpro)       | 25             |
| Suiza (Billboard Digital Song Sales)  | 6              |
| Uruguay (Monitor Latino)              | 3              |
| Venezuela (Monitor Latino)            | 11             |

## Créditos y personal
- Shakira Mebarak (voz, autoría, producción)
- Alberto Carlos Melendez (autoría)
- Andrés Mauricio Acosta (autoría)
- Andrés Uribe Marín (autoría)
- Kevyn Mauricio Cruz (autoría)
- Rauw Alejandro (voz, autoría)
- Santiago Munera (autoría)
- Keityn (productor)
- Albert Hype (productor)
- Ily Wonder (productor)
- Lexus (productor)